# Парламентські вибори в Сан-Марино 2001
Парламентські вибори в Сан-Марино пройшли 10 червня 2001 року. Християнсько-демократична партія залишилася найбільшою партією парламенту, зберігши 25 з 60 місць. Явка склала 74%. 

## Виборча система
У виборах могли брати участь громадяни Сан-Марино, які досягли 18 років.

## Результати
| Партія                                   | Голоси | %    | Місць | +/–  |
| ---------------------------------------- | ------ | ---- | ----- | ---- |
| Християнсько-демократична партія         | 9 031  | 41,4 | 25    | 0    |
| Соціалістична партія                     | 5 269  | 24,2 | 15    | +1   |
| Партія демократів                        | 4 535  | 20,8 | 12    | -1   |
| Народний альянс демократів за республіку | 1 974  | 9,1  | 5     | -1   |
| Комуністичне відродження Сан-Марино      | 738    | 3,4  | 2     | 0    |
| Національний альянс                      | 421    | 1,9  | 1     | нова |
| Недійсних/порожніх бюлетенів             | 860    | –    | –     | –    |
| Всього                                   | 22 648 | 100  | 60    | 0    |
| Зареєстрованих виборців/ Явка            | 30 688 | 73,8 | –     | –    |
| Джерело: Nohlen & Stöver                 |        |      |       |      |